# Tancredo-1
O Tancredo-1 foi um picossatélite brasileiro, ele é um TubeSat que foi desenvolvido pelos alunos da escola municipal Presidente Tancredo Almeida Neves, em Ubatuba (SP) com apoio na plataforma picosat feita pelo Instituto Nacional de Pesquisas Espaciais (INPE), adaptação e integração ao lançamento provido pelo TuPOD da empresa italiana GAUSS Srl e da Agência Espacial Brasileira (AEB).
O satélite reentrou na atmosfera em 18 de outubro de 2017, após permanecer 10 meses em órbita da Terra.

## Projeto
A ideia foi do professor de matemática Cândido Oswaldo de Moura e do professor e programador Emerson Issao Yaegashi, inspirado em uma reportagem sobre os "TubeSats", kits para construir “satélites pessoais” desenvolvidos pela empresa Interorbital Systems, nos Estados Unidos. Para colocar o projeto em prática, o educador entrou em contato com o Instituto Nacional de Pesquisas Espaciais (INPE), onde, mais tarde, foi acompanhado de outros professores para receber treinamento e poder supervisionar os alunos. O material para a construção do satélite foi pago por comerciantes da cidade de Ubatuba e seu lançamento obtido mediante apoio da AEB. O satélite recebeu o nome de “Tancredo-1”, em homenagem a escola.

## Características
O picossatélite tem aproximadamente 13 centímetros e tem uma massa de 670 gramas. O equipamento tem em sua estrutura cinco placas. Células fotovoltaicas que envolvem o cilindro são responsáveis pela geração de energia para alimentar os componentes do Tancredo-1. Existe ainda um espaço dentro do satélite que pode ser usado para pequenos experimentos científicos no espaço, no caso do Tancredo-1 duas cargas úteis são utilizadas: um gravador de voz para rádio-amadores, carga útil educacional e uma Sonda de Langmuir simplificada para estudos na formação de bolhas de plasma na Ionosfera, carga útil científica do grupo de Ionosfera do INPE. A plataforma tubesat passou por total reengenharia como fruto do trabalho de Mestrado em Engenharia de Sistemas Espaciais do Eng. Auro Tikami do INPE sobre orientação de Walter Abrahão dos Santos - INPE .
Os quase 100 alunos que participam do projeto ficam encarregadas da soldagem de peças e montagem de circuitos elétricos. O experimento depois de ser lançado ao espaço ele deverá ficar alguns meses em órbita, girando em torno da Terra a uma altitude de 310 quilômetros, assim, não corre o risco de virar lixo espacial. O satélite vai ser atraído aos poucos pela gravidade da Terra, onde deve ser queimar na atmosfera terrestre.
O TubeSat começou a transmitir no dia 19 de janeiro de 2017 na frequência de 437.200 MHz.

## Artigo
- Auro Tikami; Candido O. de Moura; Walter A. dos Santos (2017). First On-Orbit Results from the Tancredo-1 Picosat Mission (PDF). [S.l.: s.n.] Cópia arquivada (PDF) em 6 de março de 2021